# Phigalia mephistaria
Phigalia mephistaria är en fjärilsart som beskrevs av Reiff 1913. Phigalia mephistaria ingår i släktet Phigalia och familjen mätare. Inga underarter finns listade i Catalogue of Life.